# 彼得雷托-比基萨诺
彼得雷托-比基萨诺（法語：Petreto-Bicchisano，法語發音：[petʁɛto bikizano]），法国东南部市镇，位于科西嘉岛上的南科西嘉省，隶属于萨尔泰讷区，其市镇面积为39.27平方公里，2022年1月1日时人口数量为570人，在法国城市中排名第15,253位。
彼得雷托-比基萨诺位于南科西嘉省西南部，阿雅克肖和萨尔泰讷之间，多条公路在此交汇。1981年12月1日，彼得雷托-比基萨诺境内发生伊内克斯-亚得里亚航空1308号班机空难，造成180人遇难，这是法国历史上遇难人数第二多的空难事故。

## 地名来源

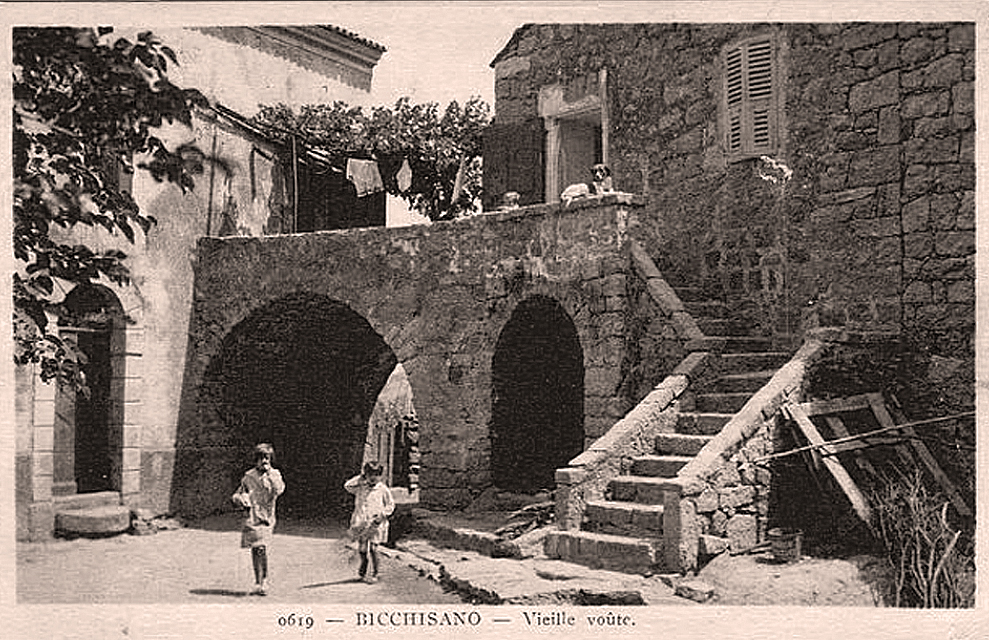
20世纪初的彼得雷托-比基萨诺

“Petreto”可能转写自“petru”，意为“多石的”；“Bicchisano”一名则来自古希腊语“oisikis”，意为“定居点”。
“Petreto-Bicchisano”对应的科西嘉语拼写为“Pitretu è Bicchisgià”。

## 历史
彼得雷托-比基萨诺的早期历史尚不清楚。根据当地官方网站的论述，彼得雷托-比基萨诺境内曾发现青铜器时期的人类活动遗迹。中世纪中期，彼得雷托-比基萨诺所处的科西嘉岛长期被热那亚人控制，当地曾遭遇比萨人和伊斯特拉人的入侵。中世纪末，比基萨诺和彼得雷托两个村庄内相继出现领主城堡。1768年，根据《凡尔赛条约》，彼得雷托-比基萨诺及其所在的科西嘉整体被划入法兰西王国。法国大革命后，彼得雷托-比基萨诺成为科西嘉省（1793至1811年间曾属利亚莫讷省）的一个市镇。连接阿雅克肖和萨尔泰讷之间的公路于19世纪中后期陆续建成通车。1976年，科西嘉省一分为二，彼得雷托-比基萨诺被划入南科西嘉省。1981年12月1日，彼得雷托-比基萨诺境内发生伊内克斯-亚得里亚航空1308号班机空难，造成180人遇难。

## 地理

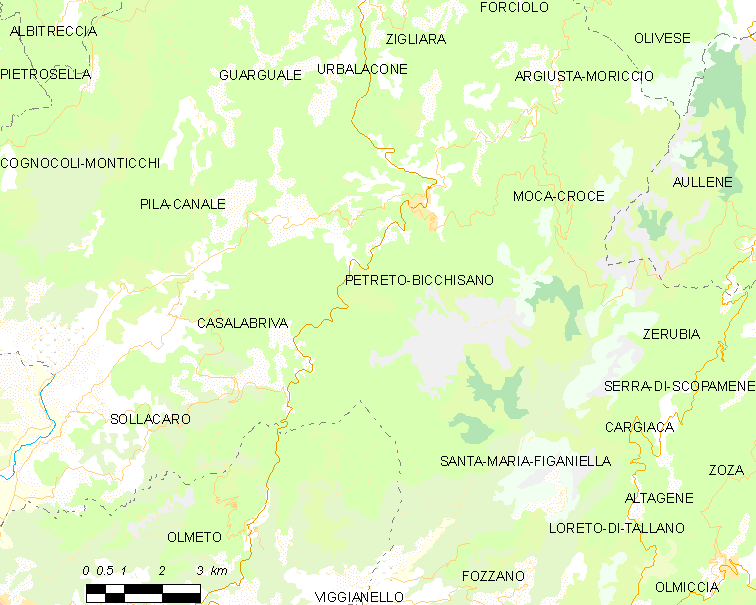
彼得雷托-比基萨诺市镇范围地图

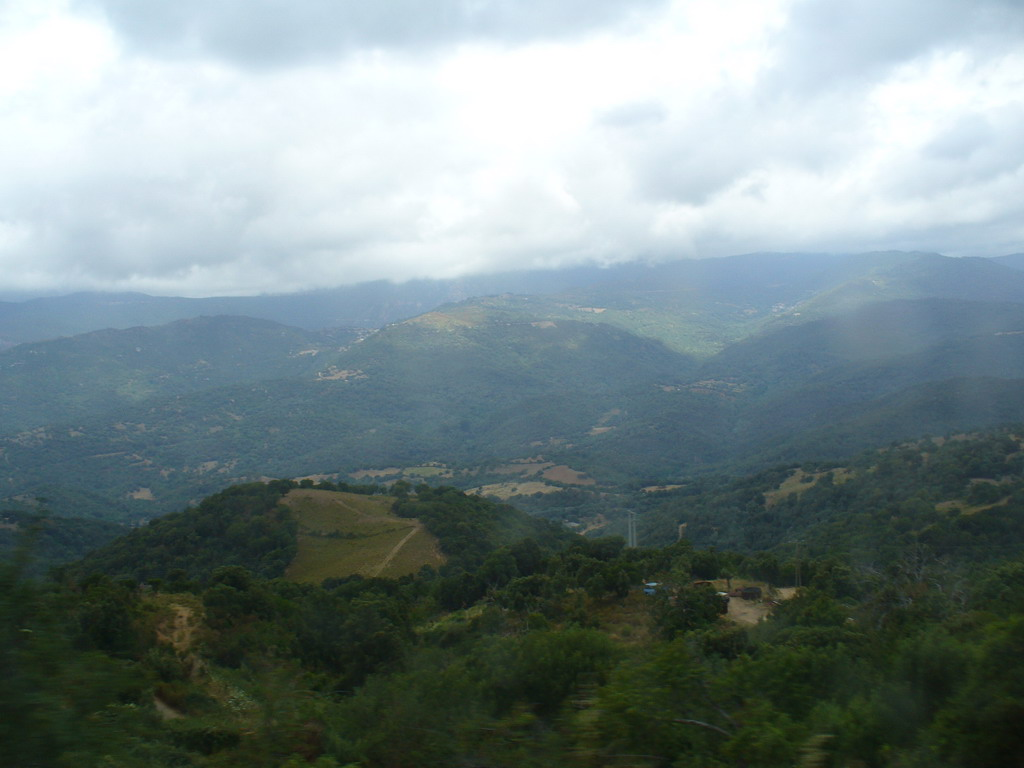
航拍彼得雷托-比基萨诺境内的山地

彼得雷托-比基萨诺位于法国东南部，科西嘉岛西部偏南和南科西嘉省西部，距离省会阿雅克肖大约46公里。与彼得雷托-比基萨诺接壤的市镇包括：乌尔巴拉科内、齐利亚拉、瓜尔瓜莱、皮拉-卡纳莱、卡萨拉布里瓦、奥尔梅托、莫卡-克罗切和福扎诺。

### 地形
彼得雷托-比基萨诺位于科西嘉岛中西部的一处山谷中，境内以山地为主，地势复杂多变，全境海拔在38到1,400米之间，其中最高点为市镇范围南部的圣彼得罗山。

### 水文
塔拉沃河自东北向西南流经彼得雷托-比基萨诺市镇西北边界，其左岸多条支流发源于彼得雷托-比基萨诺境内，包括皮亚沃内溪（ruisseau de Piavone）、奥尔戈内溪（ruisseau d'Orgone）、彭塔溪（ruisseau de Penta）等。

### 植被
彼得雷托-比基萨诺属于亚热带常绿硬叶林区，林地和草地广泛分布于市镇范围内的大部分区域。
在鲜花城市的评比中，彼得雷托-比基萨诺暂未被评级。

### 气候
彼得雷托-比基萨诺在柯本气候分类法中属于地中海气候（Csa）。

## 行政区划
彼得雷托-比基萨诺的市镇编号为2A211，邮政编号为2A140。
在行政管理方面，彼得雷托-比基萨诺隶属于法国科西嘉领土集体南科西嘉省萨尔泰讷区；在地方选举方面，彼得雷托-比基萨诺隶属于塔拉沃-奥尔纳诺县，其市镇范围全境被划入南科西嘉省第二选区；在社会管理方面，彼得雷托-比基萨诺是萨尔特奈-瓦林科-塔拉沃市镇公共社区的组成部分。
截至2023年8月，彼得雷托-比基萨诺市镇范围内暂无任何城市敏感街区及城市政策优先街区。
法国国家统计与经济研究所（简称）在进行数据统计时，未将彼得雷托-比基萨诺划入任何城市核心区（Unité urbaine）及城市区（Aire urbaine）内。自2020年起，彼得雷托-比基萨诺被划入包含79个市镇的阿雅克肖城市辐射区。此外，还将彼得雷托-比基萨诺市镇整体看作一个“块区”（IRIS），以便于统计人口分布情况。

## 交通

### 公路
科西嘉地方公路T40线和南科西嘉省省道D420线、D757线在彼得雷托-比基萨诺境内交汇。南科西嘉省城际客运提供前往阿雅克肖和博尼法乔的巴士。
2019年，43.1%的彼得雷托-比基萨诺家庭拥有至少一辆私人汽车。2021年，彼得雷托-比基萨诺境内共发生各类交通事故3起，造成1人遇难，3人受伤，其中2人重伤。

### 铁路
彼得雷托-比基萨诺境内暂无任何铁路设施，亦无相关规划。

### 航空
距离彼得雷托-比基萨诺最近的民用航空站为43公里外的阿雅克肖拿破仑·波拿巴机场。

### 城市公共交通
截至2023年8月，彼得雷托-比基萨诺暂无城市公共交通系统。

## 政治
彼得雷托-比基萨诺的现任市长为雅克-安托万·尼古拉先生（Jacques-Antoine NICOLAÏ），他是一名无党派人士，在2020年的市政选举中获得了100%的支持率（无其他候选人）。
在2022年的法国总统大选中，法国极右翼政党国民阵线主席玛丽娜·勒庞在彼得雷托-比基萨诺获得了59.66%的支持率。

## 人口
2020年，彼得雷托-比基萨诺市镇人口数量为564，在法国排名第15,253位。其中男性272人，女性291人，75岁及以上人口占18.9%，外籍人口数量为17人，人口密度为14人/平方公里，当地男性居民被称为或，女性居民被称为或。2020年，彼得雷托-比基萨诺境内出生1人，死亡人口14人。
| 彼得雷托-比基萨诺1901年－2020年人口变化情况 |
|                                             |
| 数据来源：Cassini、INSEE                    |

## 经济
彼得雷托-比基萨诺是一个区域性的中心市镇。（推销）、（餐饮）及（建筑）是当地2021年营业额最高的三个企业，分别为78,070欧元、12,108欧元和11,397欧元。

## 财政与居民收入
2021年，彼得雷托-比基萨诺的财政收入总额为614,820欧元，财政支出总额为482,900欧元，当年的债务总额为247,830欧元。2021年，彼得雷托-比基萨诺市镇通过增值税获得29,260欧元的收入，此外当地还共获得了162,060欧元的国家直接财政补助。
2019年，彼得雷托-比基萨诺的人均月收入总额为1,689欧元，低于法国平均水平（2,303欧元）。
2019年，彼得雷托-比基萨诺境内的青壮年（15至64岁）失业率为9.4%；当地41.1%的家庭拥有纳税资格，平均纳税2,209欧元，低于法国平均水平（4,393欧元）。

## 社会事务

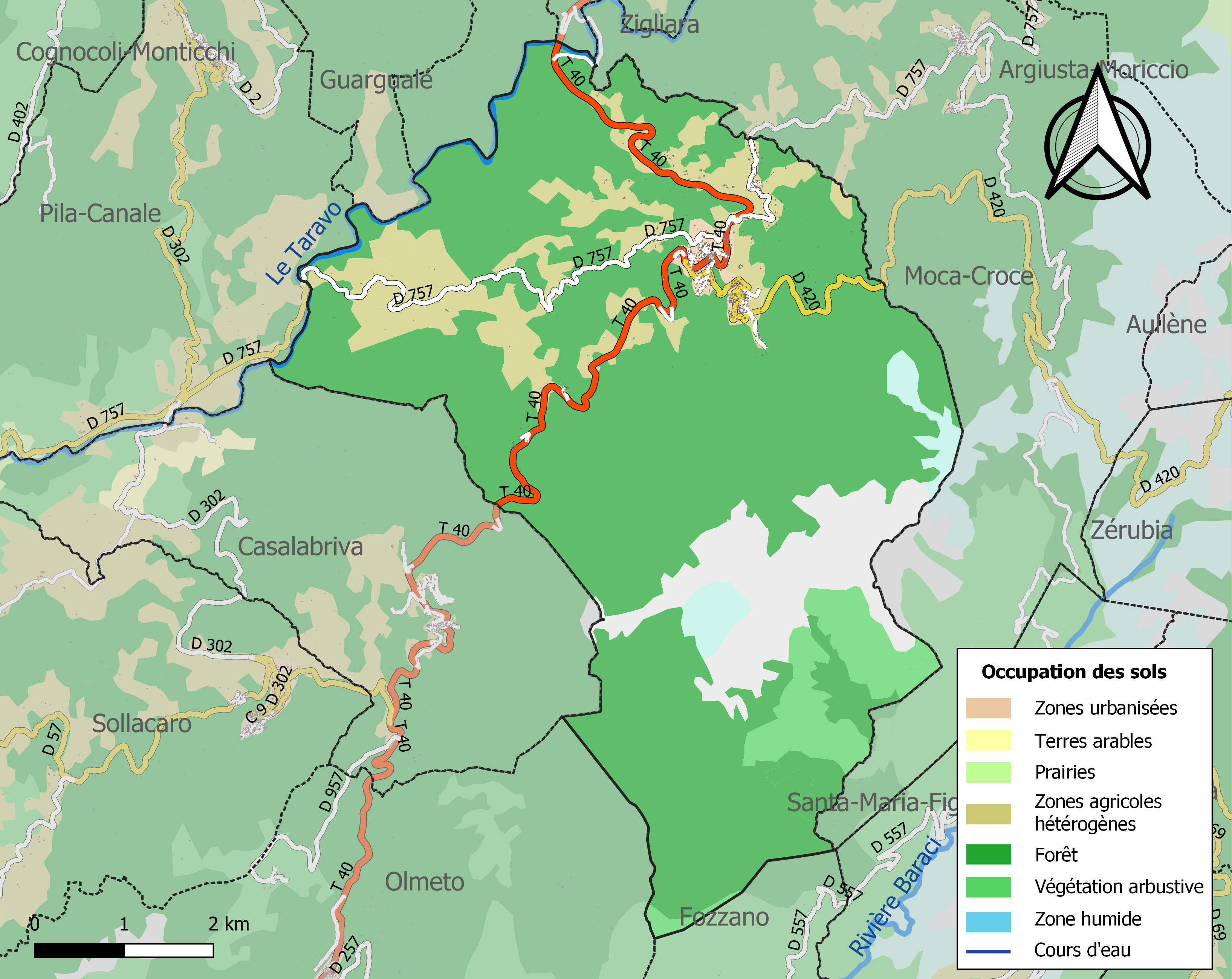
彼得雷托-比基萨诺土地利用情况地图

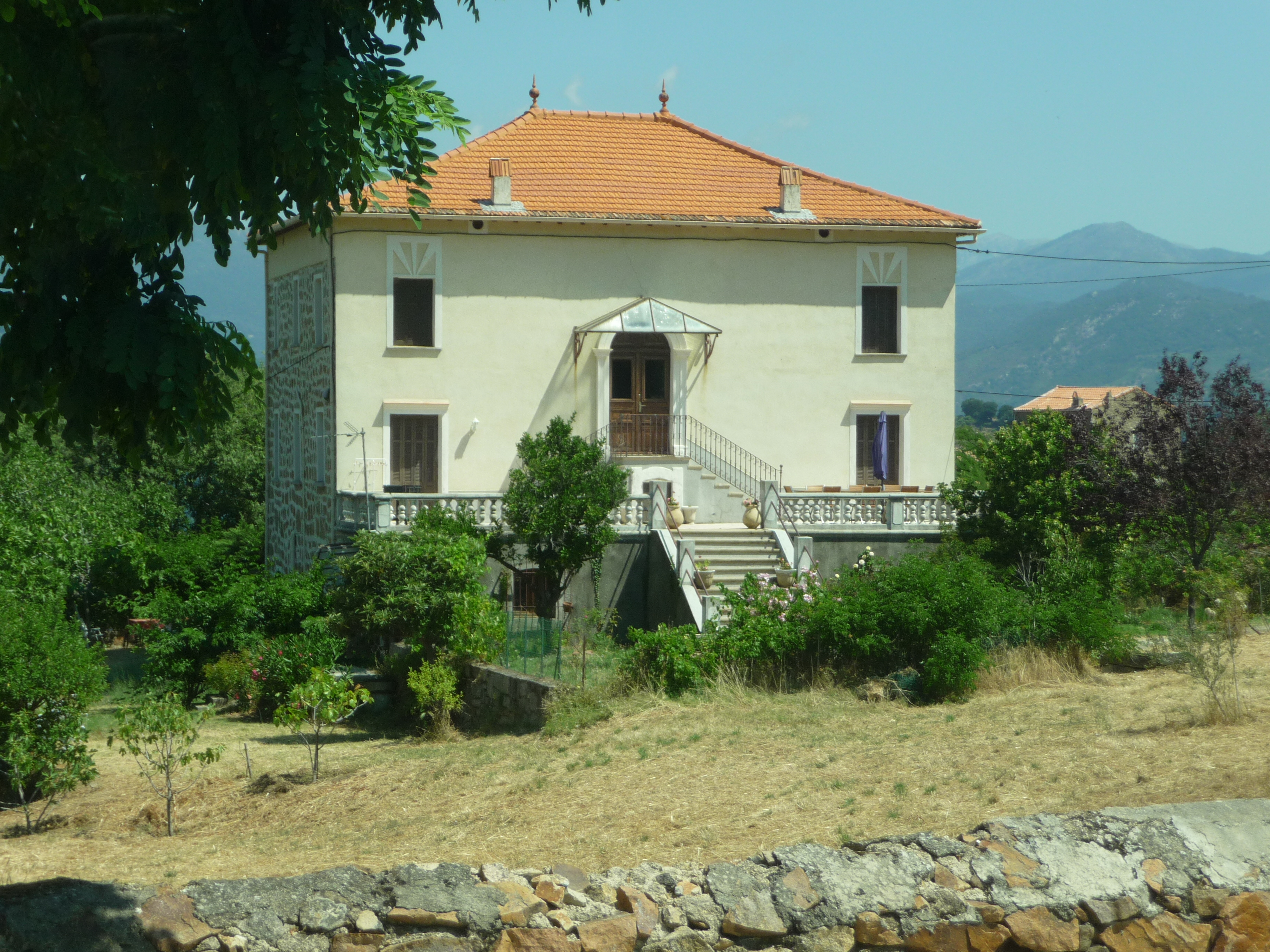
一幢民宅

### 教育
彼得雷托-比基萨诺属于科西嘉学区。截至2021年1月1日，彼得雷托-比基萨诺境内暂无任何教育机构。

### 医疗
截至2021年1月1日，彼得雷托-比基萨诺境内共有全科医生1名和药房1家。
距离彼得雷托-比基萨诺最近的区域性医疗机构为萨尔泰讷中心医院，两地间的正常车程大约46分钟。此外彼得雷托-比基萨诺距离阿雅克肖中心医院（Centre Hospitalier d'Ajaccio）的正常车程大约49分钟，该院设有床位303个，是科西嘉岛规模最大的公立综合性医院。

### 住房
2019年，彼得雷托-比基萨诺境内共有各类住房566套，其中91.9%为独立式居民区，6.7%为集中式居民区。常住房屋占彼得雷托-比基萨诺市镇范围内居民建筑总量的48.2%。
在住房保障政策方面，2021年，彼得雷托-比基萨诺境内共有24户家庭获得了住房经济补助，受益人数占总人口数量的4.3%，其中13份为房租补助。

### 商业
2021年，彼得雷托-比基萨诺境内共有各类实体商铺26家，其中餐厅5家、杂货店1家、面包房2家、肉铺1家、美容美发店1家、汽车维修店1家。

### 体育
2021年，彼得雷托-比基萨诺境内有1处足球或橄榄球场。
截至2023年8月，彼得雷托-比基萨诺境内暂无任何注册足球俱乐部。

### 环境
彼得雷托-比基萨诺的环境事务由其所属的萨尔特奈-瓦林科-塔拉沃市镇公共社区联合各级政府协调负责。2021年，彼得雷托-比基萨诺境内暂无污染企业。

### 治安
2021年，彼得雷托-比基萨诺市镇范围内有1处宪兵队。
彼得雷托-比基萨诺及其附近的共57个市镇是萨尔泰讷国家宪兵队（zone gendarmerie de Sartène）的管辖范围。2020年，该宪兵队累计记录各类案件698起，其中盗窃类案件308起，经济类案件176起，毒品交易类案件41起。

## 文化

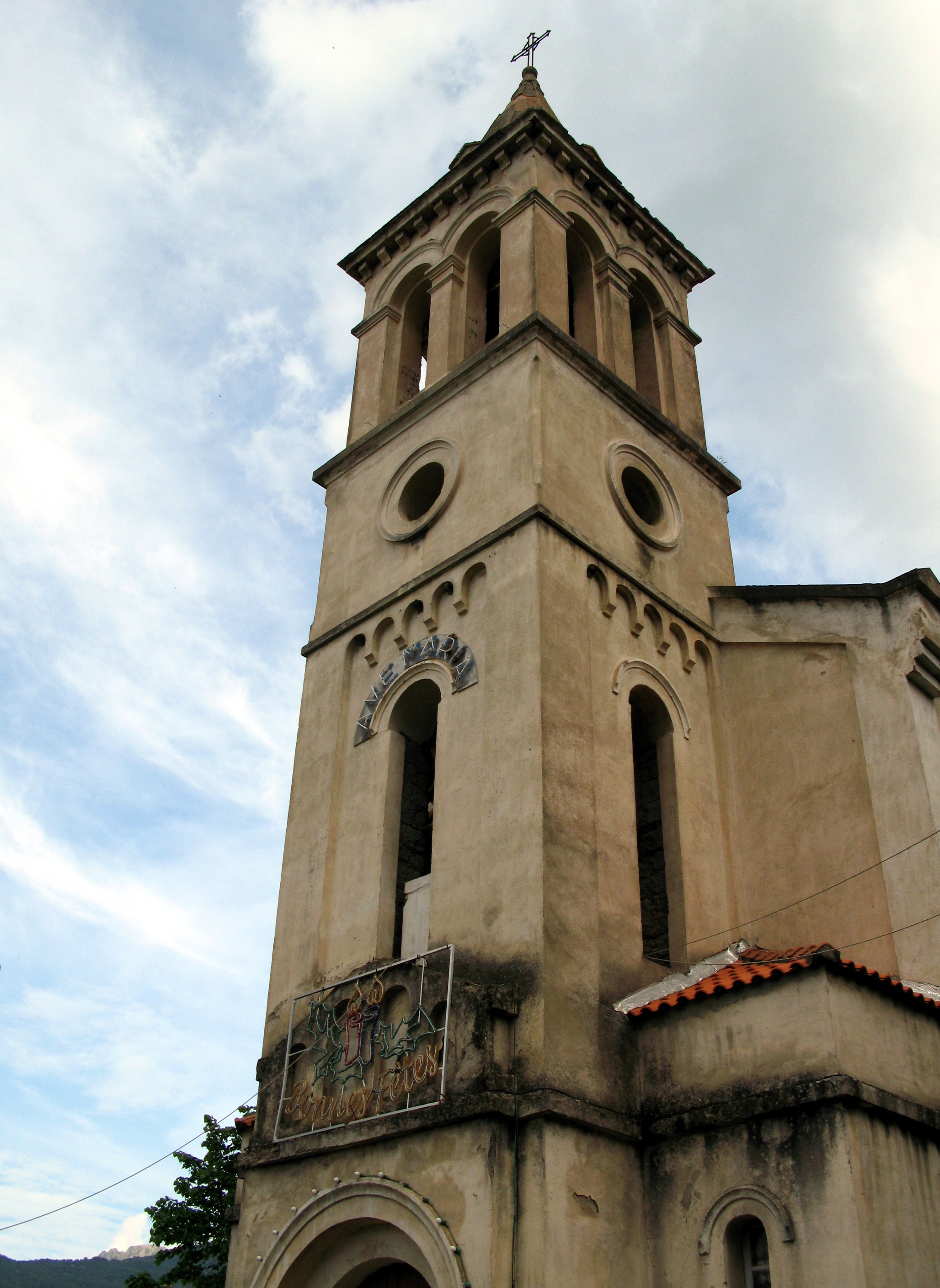
圣尼古拉教堂

2021年，彼得雷托-比基萨诺境内暂无任何文化设施。彼得雷托-比基萨诺境内建有多媒体中心，每周二至六向公众开放。

### 建筑
彼得雷托-比基萨诺境内有多处历史建筑，其中伊斯特拉圣弗朗索瓦教会（Couvent Saint-François d'Istria）为法国国家文物保护单位，圣尼古拉教堂（Église Saint-Nicolas）是当地的地标性建筑物。

### 旅游
彼得雷托-比基萨诺的旅游事务由其所属的萨尔特奈-瓦林科-塔拉沃市镇公共社区负责。2022年，彼得雷托-比基萨诺境内共有1个露营地，可容纳共15辆露营车。

### 媒体
法国主要的媒体均可在彼得雷托-比基萨诺接收，法国电视三台下属的科西嘉大区频道在部分时段播出彼得雷托-比基萨诺所在南科西嘉省的地方新闻。《科西嘉早报》、蓝色法兰西科西嘉广播等是当地主要的地方性媒体。

## 友好城市
截至2023年8月，彼得雷托-比基萨诺暂未建立任何友好城市关系。